# فرانك غوثري
فرانك غوثري هو سياسي أسترالي، ولد في 7 يونيو 1893 في برث في أستراليا، وتوفي في 21 سبتمبر 1955 في بانباري في أستراليا. نشط حزبياً في حزب العمال الأسترالي ‏. وقد انتخب عضو الجمعية التشريعية لأستراليا الغربية ‏.